# Fresens
Fresens est une localité de La Grande Béroche et une commune suisse du canton de Neuchâtel, située dans la région Littoral.

## Géographie
Selon l'Office fédéral de la statistique, Fresens mesure 1,58 km2. 9,4 % de cette superficie correspond à des surfaces d'habitat ou d'infrastructure, 83,0 % à des surfaces agricoles, 7,5 % à des surfaces boisées et 0,0 % à des surfaces improductives.
La commune est limitrophe de Montalchez, Saint-Aubin-Sauges et  Vaumarcus, ainsi que  de Mutrux et Provence dans le canton de Vaud.

## Histoire
Le 1er janvier 2018, Fresens fusionne avec les communes de Bevaix, Saint-Aubin-Sauges, Gorgier, Vaumarcus et Montalchez pour donner naissance à la nouvelle commune de La Grande Béroche.

## Démographie
En 1900, la commune comptait 250 habitants.
Selon l'Office fédéral de la statistique, Fresens compte 252 habitants fin 2022. Sa densité de population atteint 159 hab./km2.
Le graphique suivant résume l'évolution de la population de Fresens entre 1850 et 2014 :

## Monuments

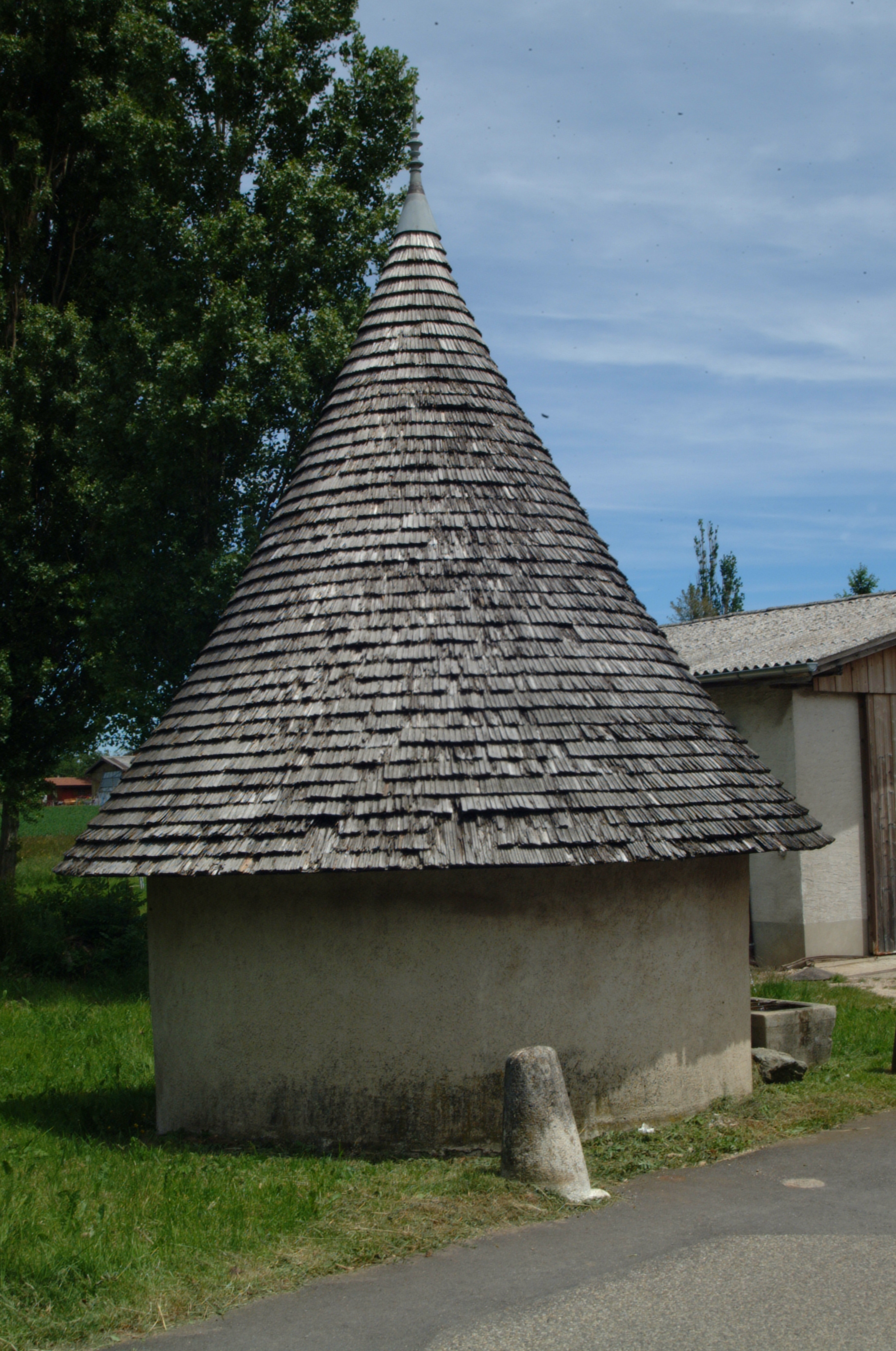
Ancien puits en 2016.

### Vieux puits couvert
Selon un journaliste du début du XXe siècle, le village de Fresens était encore pauvre en infrastructures publiques en 1912, ses habitants ne bénéficiant par exemple pas d'eau sous pression. Cet inconvénient a longtemps été compensé par les nombreuses sources et les puits qui desservaient les maisons. 
Au nord du village, il reste un puits circulaire mis sous protection au titre de monument historique, malgré une datation et une origine encore mal connues,. Sa forme et sa toiture en tavillons en font par contre un objet unique. Il a bénéficié de travaux d'entretien à plusieurs reprises, les dernières interventions remontant aux années 1984 et 2016.

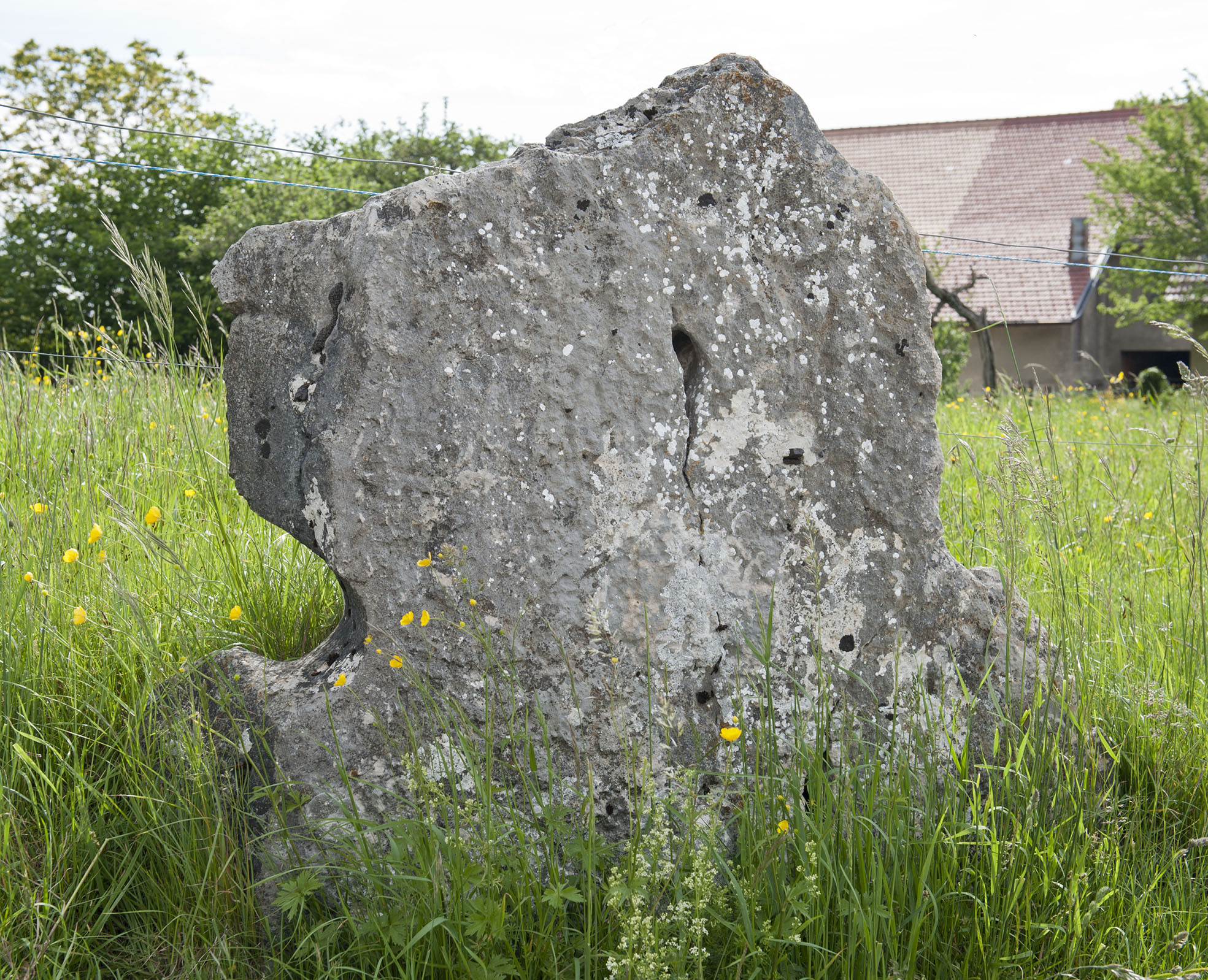
Trou des Âmes ou Dolmen démantelé de la Rota.

### Le Dolmen démantelé de la Rota
Le Dolmen démantelé de la Rota, aussi appelé le Trou Des Âmes, se trouve au nord du village, à la hauteur de virage des Coufavres au bord de la route. Il s'agit des restes d'un monument funéraire datant du Néolithique final,.
Les dalles quadrangulaires ont été une première fois recensées en 1940 par un bataillon de l'armée suisse, qui relevait les monuments mégalithiques de la Béroche suivant l'ordre du Général Guisan. Ce dernier avait, en 1939, recommandé à l'armée de protéger les antiquités identifiées lors des travaux de reconnaissance. Cinq dalles en pierre sont encore visibles aujourd'hui. Quatre d'entre elles font partie d'une clôture et à quelques mètres d'elles se trouve la cinquième dalle qui mesure environ 1,3 m sur 1,3 m et est perforée d'un trou ovale de 40 cm sur 26 cm. Ce trou devait se trouver au centre d'un bloc, ce qui suggère que la dalle perforée ne représente que la moitié de la dalle d'origine.
Ce genre de dalle perforée se retrouve dans le groupe de dolmens de type Schwörstadt (de), qui consistent en dolmens simples avec une dalle frontale percée (ou dalle-hublot) et sont datés de la fin du IVe millénaire av. J.-C. jusqu'au IIIe millénaire av. J.-C. Une petite sépulture collective a dû se trouver à l'intérieur du dolmen démantelé de la Rota.